# Trimeresurus andalasensis
Espèce
Statut de conservation UICN

 LC  : Préoccupation mineure
Trimeresurus andalasensis est une espèce de serpents de la famille des Viperidae.

## Répartition
Cette espèce est endémique du Nord de Sumatra en Indonésie.

## Description
C'est un serpent venimeux.

## Étymologie
Son nom d'espèce, composé de andalas et du suffixe latin -ensis, « qui vit dans, qui habite », lui a été donné en référence au lieu de sa découverte, Andalas, le nom donné par les voyageurs musulmans à Sumatra au XIIIe siècle.

## Publication originale
- David, Vogel, Vijayakumar & Vidal, 2006 : A revision of the Trimeresurus puniceus – complex (Serpentes: Viperidae: Crotalinae) based on morphological and molecular data. Zootaxa, n. 1293, p. 1-78 (introduction).